# フアン・ホセ・ロホ・マルティン
パチェタ（Pacheta）ことフアン・ホセ・ロホ・マルティン（Juan José Rojo Martín、1968年3月23日 - ）は、スペイン・カスティーリャ・イ・レオン州サラス・デ・ロス・インファンテス出身の元サッカー選手、現サッカー指導者。ポジションはミッドフィールダーだった。
ラ・リーガ通算183試合15ゴールを挙げ、レアル・ブルゴスCFやRCDエスパニョール、CDヌマンシアでプレーした。セグンダ・ディビシオンにも通算112試合に出場している。
2009年より指導者として活動している。

## 選手歴
カスティーリャ・イ・レオン州のサラス・デ・ロス・インファンテスに生まれ、1987年にラシン・レルメーニョでサッカー選手デビューを飾った。2年後、当時セグンダ・ディビシオンBにいたCDヌマンシアへと移籍した。
1990-91シーズン、レアル・ブルゴスCFでリーグ戦に全く出場できなかったので、セグンダBのCAマルベジャに移籍した。1年目にしてセグンダB優勝を決め、セグンダ昇格を果たした。1992年9月6日、CDカステリョン戦でプロデビュー。
1994年6月、CPメリダに短期間在籍した後、プリメーラ・ディビシオンのRCDエスパニョールに移籍した。同年9月17日のFCバルセロナ戦にて後半からの途中出場で移籍後初出場を記録した。翌年4月16日、アスレティック・ビルバオとのリーグ戦で初ゴール。
1999年、エスパニョールで充実したキャリアを送ると、2部の古巣ヌマンシアへ復帰した。2004年、36歳で現役を引退すると、すぐにヌマンシアのスタッフとして働き始めた。

## 指導者歴
2007年6月、CDヌマンシアのディレクターに就任。しかし、2009年2月17日、解雇されたセルギイェ・クレシッチ監督の後任としてヌマンシアの監督となった。リーグ戦残り15試合を指揮することになったパチェタだったが、成績は安定せず、セグンダB降格が決まった。
2011年2月15日、セグンダBのレアル・オビエドの監督に招聘された。オビエドをリーグ戦8位に導き、契約を1年延長。
2012年5月24日にオビエドの監督を辞任し、12月10日にFCカルタヘナへ移った。
カルタヘナではクラブをリーグ準優勝へと押し上げ、セグンダ昇格に貢献した。2013年8月、ポーランドのコロナ・キェルツェの監督の座に就いた。
2014年6月、ポーランドを離れ、母国エルクレスCFの監督に就任した。しかし、指揮後12試合で3勝しか挙げられず、解任された。
2018年2月27日、タイのラーチャブリー・ミトポンFCで指揮を執った後、エルチェCFの監督になった。ここではエルチェを2部に昇格させ、1年契約を延長。
2020年8月25日、エルチェを1部昇格に導いた翌日、クラブから解任された。
2021年1月11日、解任されたミチェルの後任としてSDウエスカの監督に就任。しかし最終節で18位に転落してセグンダ降格が決まり、5月25日にクラブから退任が発表された。
2021年6月16日、セグンダに降格するレアル・バリャドリード監督に就任。就任後1シーズンでクラブをプリメーラへ復帰させると、昇格後も継続して指揮を執ったが、2023年4月3日、リーグ戦のレアル・マドリード戦にて0-6と大敗し、16位と降格圏一歩手前だったこともあり解任された。
2023年9月9日、ビジャレアルCFの監督に就任することが発表された。就任後は守備の立て直しを図るも失敗に終わり、就任から2ヶ月経たずに解任された。